# Чёбаково (станция)
Чёбаково — железнодорожная станция Северо-западного направления Северной железной дороги на ветке Ярославль — Рыбинск; расположена в одноимённом посёлке в Тутаевском районе Ярославской области. Открыта в 1898 году. 
Является остановочным пунктом пригородных поездов северо-западного направления (на Рыбинск). Есть касса для продажи билетов на пригородные поезда. Кроме этого, от Чёбаково отходит ветка, которая ведёт к Тутаеву, с ответвлением к Константиновскому заводу.

## Железнодорожное сообщение[2]
| № поезда  | Маршрут движения                              |
| --------- | --------------------------------------------- |
| 6572/6571 | Рыбинск-Пасс. — Ярославль (Московский вокзал) |
| 6596      | Рыбинск-Пасс. — Ярославль-Главный             |
| 6982/6981 | Рыбинск-Пасс. — Ярославль (Московский вокзал) |
| 6595/6589 | Ярославль (Московский вокзал) — Пищалкино     |
| 6592      | Пищалкино — Ярославль-Главный                 |
| 6984      | Рыбинск-Пасс. — Ярославль-Главный             |
| 6577      | Ярославль-Главный — Рыбинск-Пасс.             |
| 6575/6589 | Ярославль-Главный — Пищалкино                 |

## Фотогалерея
- Кирпичная водонапорная башня на станции Чёбаково (2021)
- Паровоз на станции Чёбаково (2021)